# 考古部 (タイ)
タイ王国文化省芸術局考古部(タイ語:สำนักโบราณคดี、英語：The Office of Archaeology, Thailand）は、タイ芸術局の内部部局の一つ。

## 概要
考古部は、国指定文化遺産、世界遺産、考古学遺跡、歴史記念物、遺物の管理保存し、社会、国家の発展のために研究、分析、調査を行う。さらに調査データの結果の公表、出版することも職務としている。また、同部には、1974年にデンマークの考古学者の協力により創設された水中考古学課があり、タイ湾沿岸を中心に海洋考古学調査が行われている。

## 所在地
バンコク ドゥシット区 ワチラパヤーバーン地区 シーアユッタヤー通り 81 / 1 （81 / 1 ถ.ศรีอยุธยา แขวงวชิระ เขตดุสิต กรุงเทพมหานคร 10300 ）  

## 部局
- 総務部 （ฝ่ายบริหารงานทั่วไป）
- 考古学課（กลุ่มวิชาการโบราณคดี）
- 水中考古学課（กลุ่มวิชาการโบราณคดีใต้น้ำ）
- 遺跡保存科学課（กลุ่มวิชาการอนุรักษ์โบราณสถาน）
- 遺跡保存課（กลุ่มอนุรักษ์โบราณสถาน）
- 絵画・彫刻保存課（กลุ่มอนุรักษ์จิตรกรรมและประติมากรรม）
- 遺跡・情報登録研究課（กลุ่มวิชาการทะเบียนโบราณสถานและสารสนเทศ）

## 関連事項
- 文化省 (タイ)
- 芸術局 (タイ)
- タイの歴史公園